# 成龙路街道
成龙路街道，是中华人民共和国四川省成都市锦江区下辖的一个乡镇级行政单位。

## 行政区划
成龙路街道下辖以下地区：
金象花园社区、皇经社区、花香苑社区、国槐路社区、棬子树社区、金像寺社区会、皇经楼社区、大观社区、粮丰社区和华新社区。